# Мелешень
Мелешень (рум. Meleșeni) — село у Калараському районі Молдови. Утворює окрему комуну.

## Населення
За даними перепису населення 2004 року у селі проживали 1592 особи.
Національний склад населення села:
| Національність       | Кількість осіб | Відсоток   |
| -------------------- | -------------- | ---------- |
| молдавани румуни     | 1541 15        | 96,8% 0,9% |
| українці             | 21             | 1,3%       |
| росіяни              | 13             | 0,8%       |
| гагаузи              | 1              | 0,1%       |
| інша / без відповіді | 1              | 0,1%       |
| Всього               | 1592           | 100%       |